# 白马造像塔
白马造像塔，位于中国甘肃省庆阳市华池县，为一个全国重点文物保护单位，类型为古建筑。
白马造像塔的历史年代为北宋。